# Dor Mărunt
Dor Mărunt – wieś w Rumunii, w okręgu Călărași, w gminie Dor Mărunt. W 2011 roku liczyła 3754 mieszkańców.